# Відмінниця та другорічники
«Відмінниця та другорічники» (італ. La liceale nella classe dei ripetenti) — французько-італійська еротична комедія режисера Маріано Лауренті.
Прем'єра відбулась 10 серпня 1978 року.

## Сюжет
Анджела — багата студентка, в яку закоханий її однокласник Карло. Вона однак не відповідає взаємністю, так як заручена з Тоніно. Останній не хоче нічого мати з Анджелою, окрім як погуляти, але його батько, професор Пінцарроне, налаштований на те, щоб оженити сина на багатій спадкоємиці. Заради цього учитель готовий на все, навіть на обман. Цьому допомагає нещасний випадок із сином, який потрапив в аварію через Анджелу. Вона картає себе за це і професор Пінцерроні хоче саме не цьому зіграти і якшвидше зіграти весілля.

## Актори
| Актор                    | Роль                       |
| ------------------------ | -------------------------- |
| Глорія Гвіда             | Анджела                    |
| Альваро Віталі           | професор Модесті           |
| Родольфо Біготті         | Карло                      |
| Сільвен Шамаранд         | Тоніно                     |
| Карло Спозіто            | директор                   |
| Ріа де Сімоне            | Текла                      |
| Бріджитт Петроніо        | студентка                  |
| Нелло Паццафіні          | чоловік Текли              |
| Стефано Амато            | Марчелло                   |
| Ліно Банфі               | Дженобіо Канталупо         |
| Джанфранко д'Анджело     | професор Пінцарроне        |
| Ермелінда де Феліче      | професорка Матільда Чьянка |
| Мангаліка ді Тьядура     | подружка Пінцарроне        |
| Аня Енгстром             | друг Тоніно                |
| Том Феллегі              | поліцейський               |
| Джиммі іл Феномено       | вахтер                     |
| Луїджина Роккі           | студентка                  |
| Мікеле Массімо Тарантіні | епізодична роль            |

## Знімальна група
- Режисер — Маріано Лауренті.
- Продюсери — Франческо Міліція, Маріано Лауренті
- Сценаристи — Франческо Міліція, Енні Альберт, Мікеле Массімо Тарантіні, Маріано Лауренті, Франко Меркурі.
- Оператор — Федеріко Дзанні.
- Композитор — Джанні Феріо.
- Художники — Массімо Антонелло Геленг.
- Монтаж — Альберто Моріані.